# Stubbe – Von Fall zu Fall: Verräter
Verräter ist ein deutscher Fernsehfilm von Peter Kahane aus dem Jahr 2010. Es handelt sich um den neununddreißigsten Filmbeitrag der ZDF-Kriminalfilmreihe Stubbe – Von Fall zu Fall mit Wolfgang Stumph in der Titelrolle.

## Handlung
Kommissar Stubbe wird an die Elbe gerufen. Der Hamburger Drittliga-Fußballer Gerwin Streek vom FC Titania 97 wird hier tot in seinem Auto aufgefunden. Streek starb durch einen Schuss in den Nacken. Bei seinen Ermittlungen befragt Stubbe die Vereinsspieler und den Vereinspräsident Giselher Huber, der ihm verschweigt, dass Streek Opfer von perfiden Mobbing war. Die Mannschaft berichtet, dass sich ihr Mitspieler in letzter Zeit verändert hätte und angeblich von irgend jemanden gegen sie aufgehetzt worden wäre. Nach Überprüfung der Handydaten hatte Streek kurz vor seiner Ermordung Kontakt zu Agnes Mohr. Die Frau baut nach eigenen Angaben gerade einen Verein auf, der sich um Whistleblower kümmert, die aufgrund ihrer Enthüllungen unter ihren Arbeitgebern zu leiden haben. Streeks wollte die Machenschaften in seinem Verein öffentlich machen, der schon länger Wettbetrug begeht. Leider können die Ermittler keinerlei belastendes Material, das Streek gesammelt haben muss, finden. Im Verein sind allerdings diverse Videos von in Frage kommenden Spielen verschwunden. Aufgrund des Mordes ist nun auch die Presse auf den Verein aufmerksam geworden und legt der dortigen Leitung ganz offen die Schieberei zur Last, sodass die Polizei nun ganz gezielt in diese Richtung ermittelt. Ein Zeuge findet sich, der Streek noch kurz vor seinem Tod gesehen hatte und sich sicher ist, eine Frau bei ihm im Wagen gesehen zu haben. Diese Frau kann er als Agnes Mohr identifizieren, die nun zugeben muss, mit Streek ein Verhältnis gehabt und zum Zeitpunkt des Schusses mit in dem Auto gesessen zu haben. Stubbe kann damit nicht ausschließen, dass Uwe Mohr aus Eifersucht seinen Nebenbuhler erschossen hat. Dieser gibt bei der Befragung zu von dem Verhältnis gewusst, beteuert aber Streek nicht getötet zu haben.
Stubbe findet inzwischen Indizien, die den Schluss zu lassen, dass gar nicht Streek, sondern Agnes Mohr getötet werden sollte. Diese hatte vor kurzem einen von ihr angestrebten Prozess gegen ihren ehemaligen Chef verloren, weil sie ihre Vorwürfe nicht ausreichend belegen konnte. Dr. Klein soll unter Alkoholeinfluss Operationen durchgeführt haben, bei denen es zu Todesfällen kam, die eindeutig Kleins Verschulden zuzuordnen sind. Da sie diese Niederlage nicht so einfach hinnehmen wollte, drohte sie Dr. Klein, dass sie keine Ruhe geben werde, bis sie ihr Ziel erreicht hätte. Kurz darauf wurde sie auf offener Straße von einem Auto fast überfahren, das ganz gezielt auf sie zugerast war. Von diesem Attentat ahnt Kommissar Stubbe nichts und geht deshalb nur den Vorwürfen gegen Mohrs ehemaligen Chef nach. Stubbe kann Dr. Klein in der Klinik nicht antreffen, erfährt aber, dass er Hobbyjäger ist und zur Tatzeit nachweislich nicht in der Klinik war. So erhärten sich die Hinweise, dass Agnes Mohr in Lebensgefahr schwebt. Stubbe setzt sofort alle Hebel in Bewegung, um Mohr vor Dr. Klein zu finden, der sie nachweislich mit einem schwarzen Geländewagen verfolgt. Nachdem auch per Hubschrauber nach dem Mann gesucht wird, kann er gestellt werden, ehe er seinen Plan zu Ende bringen kann. Auch das verlorengeglaubte Beweismaterial gegen den Fußballverein konnte letztendlich gefunden und die Schuldigen zur Verantwortung gezogen werden.

## Hintergrund
Der Film wurde vom 11. Mai bis zum 10. Juni 2010 in Hamburg und Umgebung gedreht. Mehrfach ist das Stabat mater von Giovanni Battista Pergolesi zu hören.

## Rezeption

### Einschaltquote
Die Erstausstrahlung von Verräter am 11. Dezember 2010 im ZDF erreichte 5,87 Millionen Zuschauer und einen Marktanteil von 18,6 Prozent.

### Kritik
Rainer Tittelbach von tittelbach.tv meinte: „Stubbes 39. Fall im 15. Jahr ist solide, weitgehend undramatische Krimi-Unterhaltung für die ganze Familie. Dass es ein nicht allzu versöhnliches ‚Wort zum Sonntag‘ wird, liegt an Bibiana Beglau, die im Gegensatz zur Dramaturgie ihre Weltverbessererin zwischen Zivilcourage, Verzweiflung und Verfolgungswahn wunderbar vielschichtig anlegte.“
Bei evangelisch.de wertete Tilmann P. Gangloff: „Wer im Alltag, etwa am Arbeitsplatz, für Gerechtigkeit sorgen will, hat es oft nicht leicht: weil die Chefs am längeren Hebel sitzen; und weil die Kollegen meist lieber warten, bis sich der Pulverqualm verzogen hat, um dann zu entscheiden, auf welcher Seite sie stehen.“ „Zum Auftakt einer Jubiläums-Trilogie […] erzählt ‚Stubbe‘-Vater Peter Kahane (Buch und Regie) auf gewohnt gelassene, aber dank der Darstellerführung stets fesselnde Weise eine Geschichte, die vor allem von ihren Figuren lebt.“
Jürgen Kirsch schrieb für quotenmeter.de: „Die Geschichte ist […] in jedem Fall anspruchsvoll und bietet interessante, inhaltliche Aspekte, die aber oftmals nicht tiefgründig genug sind. Auch sind die verschiedenen und auch komplexen Beziehungskonstellationen sowie die ungeahnten Wendungen im Verlauf der Handlung ein großer Pluspunkt für die Story des Krimi-Films, die insgesamt sehr schlüssig ist. Bei der Umsetzung fällt jedoch auf, dass man die zu erzählende Geschichte zu überladen erscheint.“ Es „wird deutlich, dass man aufgrund der großen Komplexität der Thematiken zuviel in das Gesamtpaket gepackt hat, dessen Nähte an manchen Stellen zu platzen drohen.“
Für die Kritiker der Fernsehzeitschrift TV Spielfilm war Verräter „ein Teil Familienserie, drei Teile Spannung“ und vergaben dem Film die bestmögliche Wertung (Daumen nach oben). Die „klasse“ Bibiana Beglau wurde besonders hervorgehoben.